# Elephantomyia (Elephantomyodes) egregia
Elephantomyia (Elephantomyodes) egregia is een tweevleugelige uit de familie steltmuggen (Limoniidae). De soort komt voor in het Oriëntaals gebied.